# Zevenheuvelenloop 1985
De Zevenheuvelenloop 1985 vond plaats op 17 november 1985 in Nijmegen. Het was de tweede editie van deze wedstrijd. Het parcours was volgens sommige bronnen niet 15 km, maar minimaal 100 meter te kort.
De wedstrijd bij de mannen werd gewonnen door de Nederlander Klaas Lok. Op de finish had hij ongeveer twee seconden voorsprong op de Belg Luc Wageman. De wedstrijd bij de vrouwen werd met grote voorsprong gewonnen door de Nederlandse Joke Menkveld.
In totaal schreven 1030 deelnemers in, waarvan er 959 finishten.

## Uitslagen

### Mannen
| rang   | naam        | land | tijd    |
| ------ | ----------- | ---- | ------- |
| Goud   | Klaas Lok   | NED  | 45.27,7 |
| Zilver | Luc Wageman | BEL  | 45.29,1 |
| Brons  | Leon Wijers | NED  | 45.38,3 |
| 4      | Jos Sasse   | NED  | 46.08,5 |
| 5      | Tony Byrne  | GBR  | 46.32,7 |
| 6      | K. Koopman  | NED  | 46.59,4 |
| 7      | R. Hamilton | GBR  | 47.16,8 |
| 8      | Paul Stam   | NED  | 47.28,5 |
| 9      | Aart Bakker | NED  | 47.41,7 |
| 10     | D. Thomas   | GBR  | 47.42,8 |

### Vrouwen
| rang   | naam             | land | tijd      |
| ------ | ---------------- | ---- | --------- |
| Goud   | Joke Menkveld    | NED  | 57.28,0   |
| Zilver | C. Nuyten        | NED  | 59.00,0   |
| Brons  | Diet Groneveld   | NED  | 1:00.45,0 |
| 4      | Mirjam Claessens | NED  | 1:01.30,0 |
| 5      | Loes Creemers    | NED  | 1:03.45,0 |

1984 ·
1985 ·
1986 ·
1987 ·
1988 ·
1989 ·
1990 ·
1991 ·
1992 ·
1993 ·
1994 ·
1995 ·
1996 ·
1997 ·
1998 ·
1999 ·
2000 ·
2001 ·
2002 ·
2003 ·
2004 ·
2005 ·
2006 ·
2007 ·
2008 ·
2009 ·
2010 ·
2011 ·
2012 ·
2013 ·
2014 ·
2015 ·
2016 ·
2017 ·
2018 ·
2019 ·
2022